# 1539 en littérature
| Années de la littérature : 1536 - 1537 - 1538 - 1539 - 1540 - 1541 - 1542    |
| Décennies de la littérature : 1500 - 1510 - 1520 - 1530 - 1540 - 1550 - 1560 |

Cet article présente les faits marquants de l'année 1539 en littérature.

## Événements
- 25 avril : les compagnons des imprimeurs lyonnais arrêtent de travailler pour revendiquer une hausse des salaires, un abaissement de la durée de travail ainsi qu'une limitation du nombre d'apprentis. C'est la première grève, connue sous le nom de Grand tric, recensée dans l'histoire de France[1].
- 12 juin : début de l'imprimerie au Mexique. L'évêque de Mexico Juan de Zumárraga charge l'imprimeur sévillan Juan Cromberger (es) d'établir une presse à Mexico. Le lombard  Juan Pablos (es) signe son contrat le 12 juin 1539 et arrive entre septembre et octobre 1539 pour établir la première imprimerie d'Amérique. La première parution d’un livre (religieux) en Nouvelle-Espagne, rédigé en nahuatl (langue aztèque) et en espagnol, est la Breve y más compendiosa doctrina cristiana en lengua mexicana y castellana  (brève et la plus complète doctrine chrétienne)[2],[3].
- 24 juin : Robert Estienne est nommé imprimeur du roi de France pour le pour le latin et l'hébreu (ou avant[4]). Il développe l’édition grecque (en 1544), latine et hébraïque[5].
- 10 août-25 août : l'ordonnance de Villers-Cotterêts est édictée par François 1er, elle stipule que tous les actes et opérations de justice doivent se faire en français au détriment du latin dans tous le royaume de France et instaure l'état civil[6].

## Parutions
- Avril :
  - parution à Greyfriars House, chez Grafton et Whitchurch, d'une nouvelle traduction anglaise autorisée de la Bible, dite Great Bible (« La Grande Bible ») ou bible de Cranmer à partir de l'édition de 1540 préfacée par Thomas Cranmer[7].
  - Epistre tres utile... de Marie Dentière dédiée à sa protectrice, la reine Marguerite de Navarre, publiée à Genève vers la fin d'avril[8].

- Parution à Strasbourg de Aulcuns pseaulmes et cantiques mys en chant, recueil de dix-neuf psaumes et trois cantiques traduits en français, dont treize psaumes attribués à Clément Marot et six psaumes et trois cantiques attribué à Jean Calvin[9].
- Vers 1539-1540 : le poète japonais Yamazaki Sōkan publie Inu Tsukuba-shū (« Misérable recueil de Tsukuba ») une anthologie de poèmes haïkaï[10].

## Naissances
- 1er novembre : Pierre Pithou, avocat et érudit français († 1596).

## Décès
- Pierre Gringore, poète et dramaturge français, né en 1475.